# Jeffrey Alan Gray
Jeffrey Alan Gray (* 26. Mai 1934; † 30. April 2004) war ein britischer Psychologe.
Seinen BA in Psychologie und Philosophie beendete Gray 1959. Von 1959 bis 1960 war er am Institut für Psychiatrie in London und arbeitete anschließend für seinen PhD in der Fakultät für Psychologie, die zu dieser Zeit von Hans Jürgen Eysenck geleitet wurde, den er 1964 erhielt.
Gray ist unter anderem für seine Modifikation des Temperamentsmodells von Eysenck bekannt (Reinforcement Sensitivity Theorie). In diesem Zusammenhang arbeitete er an dem Verhaltensaktivierungssystem (aktivierend bzw. hemmend) und versuchte so die Reaktivität für Belohnung und Bestrafung (Konditionierung) zu erklären. In seiner Reinforcement Sensitivity Theorie postulierte Gray drei Verhaltenssysteme hinsichtlich der Empfindlichkeit für Belohnung, Bestrafung und Motivation:
- das Annäherungssystem (behavioural activation system, BAS) für Annäherungsverhalten,
- das Vermeidungs- bzw. Hemmungssystem (behavioural inhibition system, BIS) für passives Vermeidungsverhalten,
- das Kampf-, Flucht- und Erstarrungssystem (fight-flight-freezing system, FFFS) für schnelles, aktives Vermeidungsverhalten.

## Veröffentlichungen
- Gray, J. A. (1964). Pavlov’s Typology. Elsevier ISBN 0-08-010076-7
- Gray, J. A. (1975). Elements of a Two-Process Theory of Learning. London: Academic Press. ISBN 0-12-296850-6
- Gray, J. A. (1979). Pavlov. Fontana Modern Masters
- Gray, J. A. (1987). The neuropsychology of anxiety. OUP. ISBN 0-19-852127-8
- Gray, J. A. (1987). The psychology of fear and stress (2nd ed.). Cambridge: Cambridge University Press.